# Al Udar al-Karimah Shaihaab ad Din Salah
Al Udar al-Karimah Shihaab ad Din Salaah (in arabo  الودار الكريمة شهاب الدين صلاح‎?) sultana madre del sultano rasulide Sayf al-Islam al-Mujahid 'Ali ibn al-Mu'ayyad Hizbir al-Din Da'ud (721-764 H/1321-1363 AD) che regnò dal 1322-63. Al Udar è stata responsabile del governo durante l'assenza di suo figlio a causa della guerra contro l'Egitto.
Durante il suo regno costruì scuole e moschee, stabilì sicurezza interna al regno, giustizia e ordine amministrativo. Si dice che abbia fatto tanta beneficenza e che sia andata segretamente in giro per le strade e le campagne del regno, aiutando i bisognosi e dando loro doni generosi.

## Titoli ed Onorificenze[3]
- Vice-Reggente.
- Gran dama della Carita', Pieta', Bontà, Intelligenza, Risoluzione e della Calma.
- Suprema Mente Politica.
- Patrona degli Studiosi, dei Poveri e dei Bisognosi.